# Wort zum Sonntag
Wort zum Sonntag è un programma religioso della radiotelevisione svizzera che va in onda settimanalmente il sabato sera alle 20:00 su SRF1. Il primo programma con il titolo attuale è stato trasmesso nel gennaio del 1958, diventando così uno dei programmi più vecchi della televisione svizzera. In precedenza era stato trasmesso dal 13 giugno 1954 all'8 gennaio 1958 con il titolo “Zum heutigen Sonntag” (La domenica di oggi).
Il programma si propone di “commentare da una prospettiva cristiana le questioni religiose, spirituali ed etiche dell'individuo e della società contemporanea”. Affronta temi sociali e questioni di organizzazione della vita individuale. I relatori parlano a titolo personale e commentano gli argomenti da una prospettiva cristiana, incorporando le loro conoscenze e la loro spiritualità vissuta.
Come portavoce si alternano teologi delle Chiesa cattolica romana, protestante riformata, metodista e della Chiesa cattolica cristiana svizzera. La redazione è composta da due teologi protestanti, due teologi cattolici e un teologo cattolico cristiano.